# 이근엽
이근엽(李根燁, 1972년 1월 21일 ~ )은 전 KBO 리그 태평양 돌핀스, 현대 유니콘스, 쌍방울 레이더스의 내야수였다. 2010년 아마추어 야구 심판, 2011년 부천북초등학교 코치를 역임하였다. 전 화성 히어로즈의 재활코치이다.

## 출신 학교
- 인천서화초등학교
- 상인천중학교
- 인천고등학교